# Bolesławiec (Powiat Wieruszowski)
Bolesławiec (deutsch Boleslawiec, älter Klein Buntzlau, 1939–1945 Bolkenburg) ist eine Stadt und Sitz der gleichnamigen Gemeinde im Powiat Wieruszowski der Woiwodschaft Łódź in Polen.

## Geschichte
Die älteste Stadt in der Kastellanei von Ruda, im Herrschaftsgebiet des Gründers und Namensgebers des großpolnischen Herzogs Bolesław VI. des Frommen, wurde im Jahr 1266 als civitas Boleslaviensis erstmals urkundlich erwähnt. 1268 bzw. 1277 wurde eine Burg (castrum Boleslawecz) an der Prosna erwähnt. 1312 war die Stadt die Hauptstadt eines Districtus (Kreises). Noch im Mittelalter wurde die Stadt im lateinischen als Bonzlavia, Bolisslavia und eingedeutscht wie Bunczel (siehe das niederschlesische Bolesławiec, deutsch Bunzlau (schlesisch Bunzel) erwähnt.

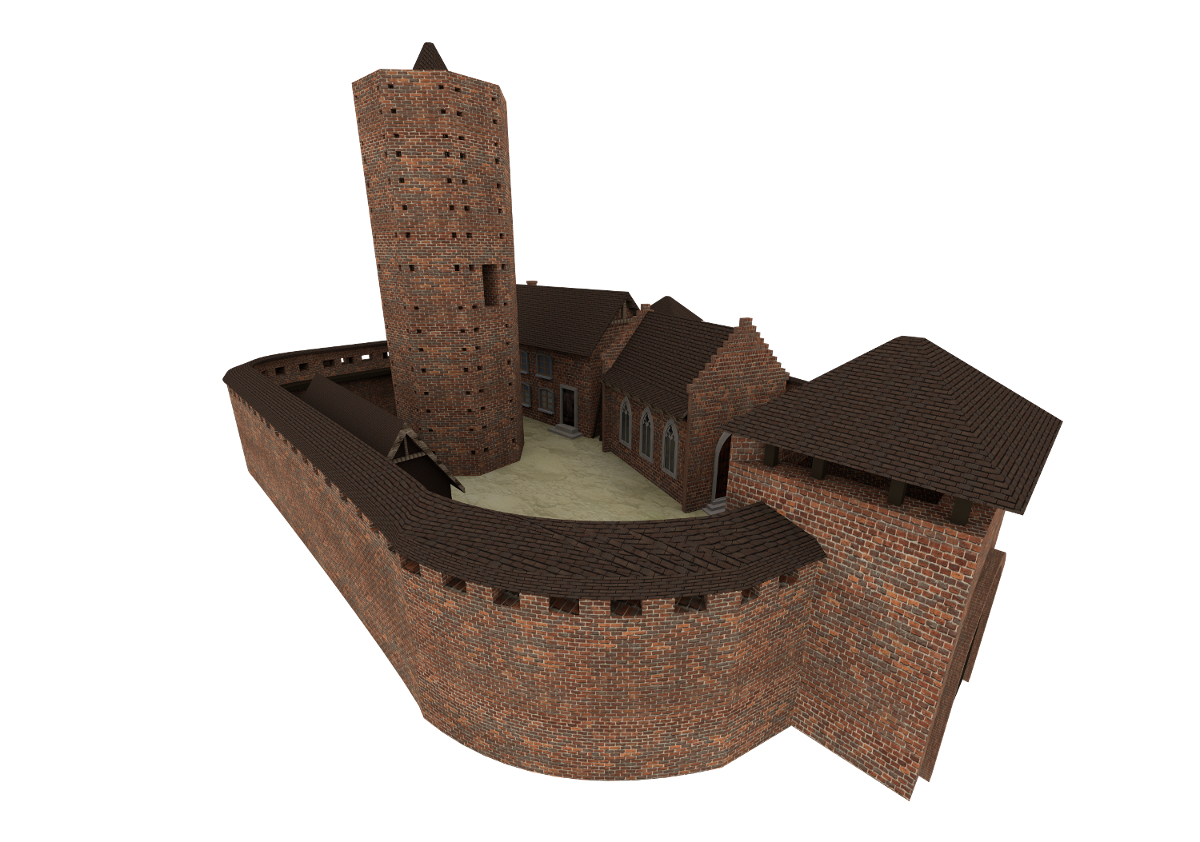
Burg in der Zeit des Herzogs Wladislaus II. von Oppeln

Von 1370 bis 1392 fungierte das Weluner Land (terra Wielunensis) unter dem Oppelner Herzog Władysław II., der sich als dux Velunensis – Herzog von Wieluń titulierte. Bolesławiec war der Sitz eines der sechs Kreise (districtus) des Herzogtums, der als letzter unter diesen zum Königreich Polen erst im Jahr 1392 wieder inkorporiert wurde. Ungefähr ab dem Jahr 1420 lag der Powiat (Kreis) Wieluński mit Bolesławiec in der Woiwodschaft Sieradz. 1499 wurde die Pfarrei des Erzbistums Gnesen erwähnt. In der Mitte des 17. Jahrhunderts siedelten in Bolesławiec die ersten Juden, die Stadt und die Burg wurden jedoch in der Schwedischen Sintflut und im nächsten Jahrhundert erneut durch den schwedischen König Karl XII. zerstört.
Im Zuge der zweiten polnischen Teilung kam die Stadt 1793 an Preußen und wurde Teil der neu geschaffenen Provinz Südpreußen, blieb jedoch außerhalb der Grenzen des Heiligen Römischen Reichs. 1807 kam sie zum Herzogtum Warschau und 1815 zum  russischen Protektorat Kongresspolen, die Prosna wurde damit flussabwärts von Bolesławiec zur neuen Staatsgrenze. 1870 verlor der Ort im Gouvernement Kalisch das Stadtrecht im Zusammenhang der Repressionen nach dem Januaraufstand und erhielt diese erst am 1. Januar 2024 wieder.
Nach dem Ende des Ersten Weltkriegs kam Bolesławiec zur zweiten polnischen Republik und gehörte dabei zur Woiwodschaft Łódź. Beim Überfall auf Polen 1939 wurde das Gebiet von den Deutschen besetzt und Bolesławiec unter dem Namen Bolkenburg völkerrechtswidrig dem Deutschen Reich einverleibt. Bolkenburg wurde infolgedessen dem Landkreis Welun im Reichsgau Wartheland zugeordnet.
Von 1975 bis 1998 gehörte Bolesławiec zur Woiwodschaft Kalisz.

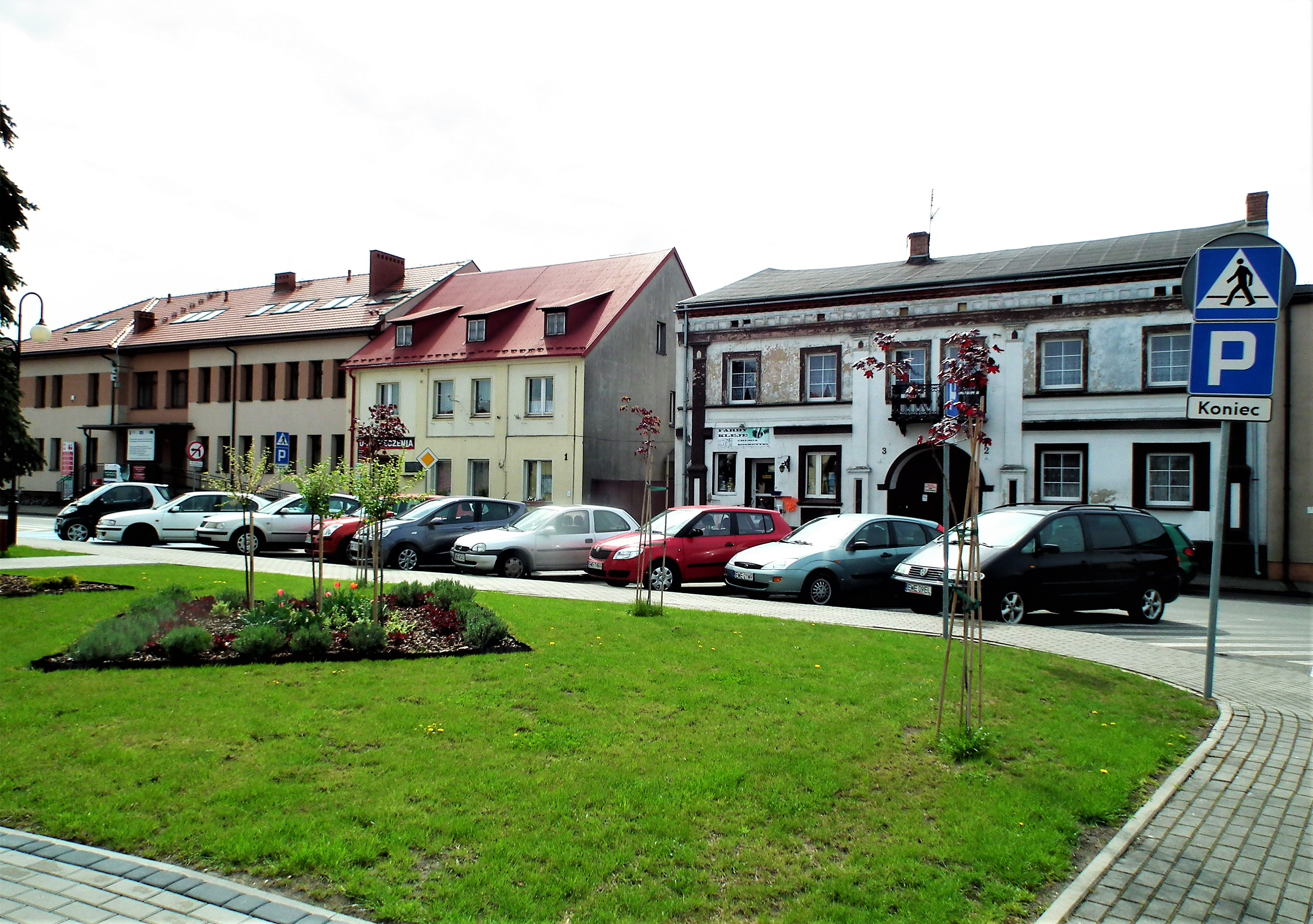
Marktplatz